# Albarracín
Albarracín est une municipalité de la comarque de la Sierra de Albarracín, dans la province de Teruel, communauté autonome d'Aragon en Espagne. Albarracín appartient à l'association Les Plus Beaux Villages d'Espagne.

## Toponymie
Cette ville donne son nom à une chaîne de montagnes située dans la partie sud-ouest de l'Aragon.
Elle se trouve située près de l'ancienne ville romaine de Lobetum. Les berbères ont donné au lieu le nom d'Alcartam qui dériverait du toponyme ancien d'Ercávida, dénommé plus tard Aben Razin, du nom d'une famille berbère de tribu Hawara, d'où son actuel nom dériverait. Les autres pensent que le mot "Albarracín" dériverait du celte alb, ' montagne ', et ragin, ' vigne ', ' raisin ' ou de l'anthroponyme Razin.

## Géographie

Vue panoramique

La vieille ville se trouve construite sur les flancs d'une montagne, entourée dans presque sa totalité par la rivière Guadalaviar. Au nord se trouve la chaîne d'Albarracín et au sud celle des Monts Universels. Sur son territoire municipal à environ 5 km de la ville, se trouve le Paysage Protégé des Pinèdes, une zone très recommandée pour la pratique de l'escalade de bloc.
Dans les environs naissent les rivières Guadalaviar, le Tage, Júcar, Cabriel et Jiloca.

## Histoire

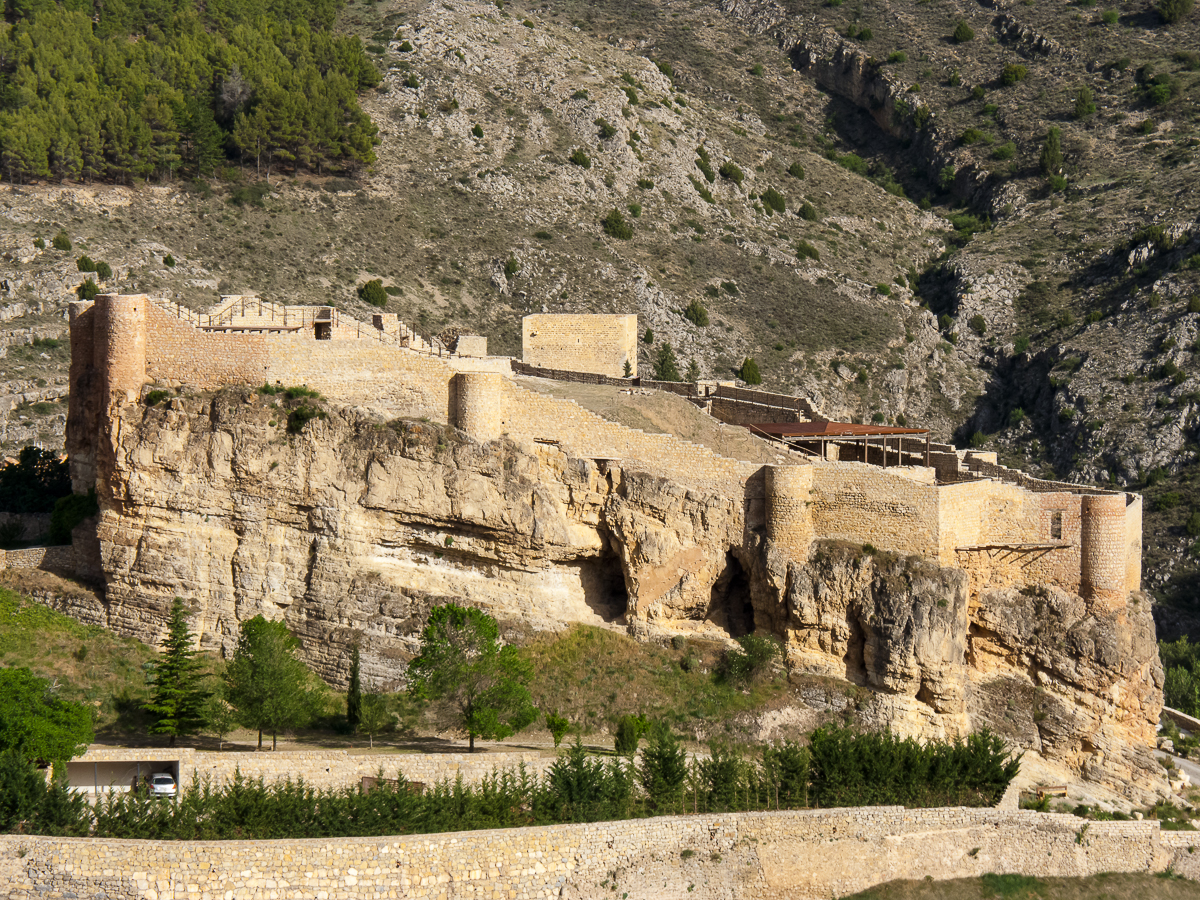
Alcázar d'Albarracín

Au XIIe siècle, Albarracin a été le siège de la Taïfa d'Albarracín. C'est le nom de la dynastie qui y régnait, les Banou Razin, qui par déformation est à l'origine du nom de la ville Albarracin.
La ville est décrétée Monument National en 1961. En 1996, la mairie de la ville reçoit la Médaille d'or du mérite des beaux-arts par le Ministère de l'Éducation, de la Culture et des Sports.

## Lieux et monuments

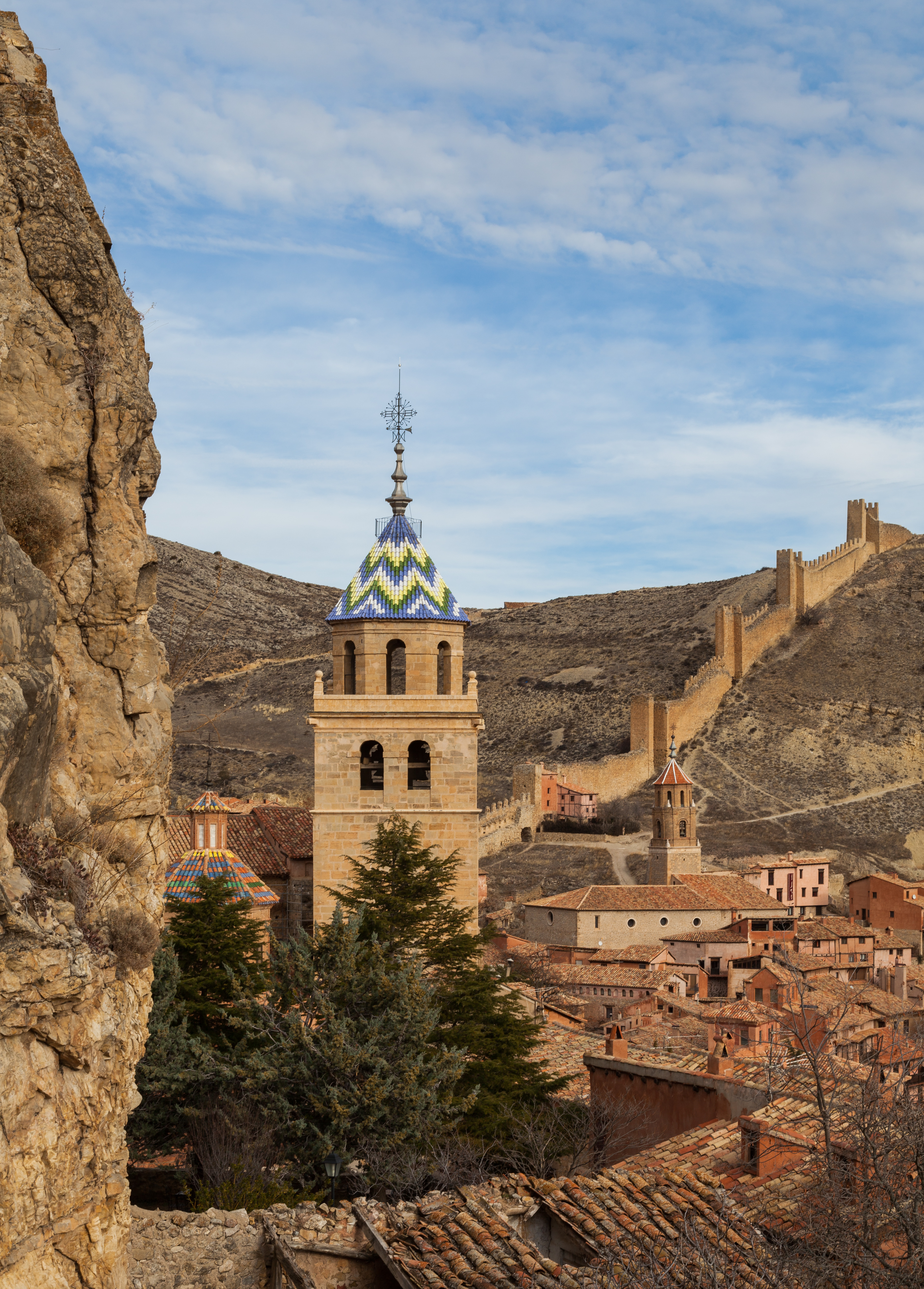
Au fond la Cathédrale d'Albarracín

- La cathédrale d'Albarracín, siège du diocèse de Teruel et Albarracín, construite fin XVIe siècle.
- Le palais épiscopal, près de la cathédrale
- L'alcázar d'Albarracín
- La muraille d'Albarracín, datant du XIVe siècle, de construction chrétienne
- L'église de Santa Maria, intégrée dans la muraille. Elle date du XVIe siècle et est de style mudéjar
- La tour del Andador, point culminant de la ville, construction califale du Xe siècle
- La tour Blanca, troisième pilier du triangle défensif de la ville (avec l'alcázar et la tour del Andador), située près de l'église Santa Maria
- La mairie, datant du XVIe siècle

## Aires protégées
- Paysage protégé des Pinares de Rodeno
- Abri de Los Toros del Prado del Navazo